# Tour Mundial 2019: La Historia Continúa
Es la decimoséptima gira realizada por la banda de heavy metal argentino Rata Blanca. Comenzó el 5 de abril de 2019 y terminó el 30 de noviembre de 2019. Se realizó para repasar toda su discografía. Comenzaron con tres conciertos en Argentina, para luego tocar en Perú y otra vez en Argentina, todos estos realizados durante abril y mayo. Es la segunda vez que realizan con Pablo Motyczak en el bajo tras la muerte de Guillermo Sánchez. Luego siguen por países como Colombia, Ecuador, Honduras y más. Algunos de los conciertos que se realizaron en Colombia debieron ser reprogramados por distintos motivos, tanto de logística como familiares por parte de la banda. Luego, la gira se detiene hasta agosto, que es cuando regresan a España. Después siguen con un sexteto de shows en Chile y dan dos conciertos más en la parte centro del continente americano, para después volver a Colombia, todos estos en el mes de septiembre. Realizan después una enorme gira por México y Estados Unidos, durante octubre y noviembre. Luego vuelven a la Argentina para participar del Motoencuentro de Villa Rumipal, tocando luego en Perú otra vez y cerrando la gira con un concierto sinfónico en el estadio Luna Park. El concierto quedó registrado en su tercer disco en vivo, titulado Luna Park 2019 y lanzado dos años después. Luego de esta gira, la banda adelantaría temas del nuevo disco en el año 2020, pero se pospuso a causa de una devastadora pandemia que mantuvo en vilo al país. Volvieron a tocar el 20 de febrero de 2021, en una larga gira de regreso. Después hicieron dos giras más, y en medio, se encuentran grabando su nuevo disco.

## Gira

### 2019
Comienzan un nuevo año tocando el 5 de abril en el Teatro Gran Ituzaingó. Al día siguiente hacen lo suyo en el Teatro Colonial. Esta gira es la segunda con Pablo Motyczak en el bajo tras la muerte de Guillermo Sánchez el 27 de mayo de 2017. Una semana después dan un nuevo concierto en el Teatro Niní Marshall, que tuvo lugar el 13 de abril. Los días 18 y 20 de abril, la banda regresa otra vez a Perú para tocar en el Complejo San Luis y en el Parque de la Exposición. 5 días después, regresaron a la Argentina para tocar en Elvis Rock and Bar, y luego dan un nuevo concierto en Quality Espacio. El 27 de abril vuelven una vez más al Teatro Vorterix en la filial de Rosario. El 2 de mayo vuelven al Auditorio Belgrano, y luego tocan nuevamente en el Teatro Sala Ópera de La Plata. El 4 de mayo dan un nuevo concierto en el Auditorio Oeste, siendo este el último concierto en este recinto hasta entonces. Los días 10 y 11 de mayo regresaron a Bolivia después de casi dos años. Las sedes elegidas fueron Montana y el Salón Fantasio. Entre el 13 y 18 de mayo, la banda dio 5 conciertos en Colombia. Se desarrollaron en el Teatro Uniatlántico, en el Centro de Eventos y Convenciones, el Teatro Jorge Isaacs, el Teatro Universidad de Medellín y el Royal Center. La gira por Colombia se vio afectada por dos problemas. El concierto del 12 de mayo se trasladó al día siguiente por problemas en una aerolínea que transportaba a la banda. Los conciertos del 19 y 21 de mayo sufrieron cambios de fecha a raíz de que el guitarrista de la banda, Walter Giardino, sufrió la dolorosa pérdida de su madre. A pesar de eso, la gira no se interrumpió y dieron dos conciertos en Ecuador el 23 y 24 de mayo. Se desarrollaron en Hostería Caballo Campana. Al día siguiente, y después de tres años, la banda regresó a Honduras para tocar en el Gimnasio Olímpico SPS, y luego regresaron a El Salvador para tocar en el CIFCO. Luego, la banda dio los dos conciertos restantes en Colombia, que estaban pactados para los días 19 y 21 de mayo. Se desarrollaron el 28 y 30 de mayo. Luego, la banda hace un parate en los shows. El 10 de agosto, tras tres meses, la banda regresó a España para tocar en el Polideportivo Municipal de Villena, participando así del Leyendas del Rock en su edición número 12, volviendo a ser parte de este festival tras 12 años sin estar en la grilla. La última vez que la banda participó de este festival fue el 11 de agosto de 2007, en la gira de presentación de su álbum La llave de la puerta secreta (2005), en un concierto realizado en Murcia. En esa fecha (10 de agosto de 2019), la banda compartió escenario con artistas de renombre internacional como Avantasia, Apocalyptica, Saratoga y otros más. La última vez que la banda participó en festivales en España aconteció en julio de 2016, exactamente los días 16, 17 y 18 de julio. Por otro lado, la última vez de la banda en España tuvo lugar durante los días 29 de noviembre y 1 de diciembre de 2017, ya en el final de las presentaciones de Tormenta eléctrica, último álbum de estudio hasta ese entonces. Este fue, por ese entonces, su último concierto en territorio español con Pablo Motyczak en el bajo y Fernando Scarcella en la batería, quienes luego se retiran de la banda y son reemplazados por John Paul y Alan Fritzler. Ya llevan 72 conciertos realizados en este país desde el 23 de abril de 1993, siendo España el país más visitado por la banda en el Viejo Continente, detrás de Alemania y Portugal. En aquella ocasión, la banda presentó en España su álbum Guerrero del arco iris (1991). Ya tocaron en España en 1993 (23, 24, 30 de abril, 1, 7, 8, 14 y 15 de mayo), 1994 (12 de mayo, 3, 4, 9, 18 de julio, 6, 7 de agosto, 3, 8, 9 y 10 de septiembre), 2001 (5, 10, 11, 12, 17 y 19 de mayo), 2003 (7, 8, 13, 14, 15, 19, 21, 22, 23 de febrero, 3 de mayo, 19, 20, 25, 26, 27, 28 de septiembre, 2, 3, 4, 5, 8, 9, 11 y 12 de octubre), 2004 (1 de mayo), 2006 (3, 4, 5, 7, 9, 10 y 11 de marzo), 2007 (11, 14 de agosto, 11, 13, 20, 26 y 27 de octubre), 2008 (18 y 20 de abril), 2009 (3, 4 y 10 de julio), 2016 (16, 17 y 18 de julio) y 2017 (29 de noviembre y 1 de diciembre). En todos esos shows en España se presentaron sus álbumes Guerrero del arco iris (1991), El libro oculto (1993), el recopilatorio Grandes canciones (2000), su álbum de regreso El camino del fuego (2002), La llave de la puerta secreta (2005), El reino olvidado (2008) y Tormenta eléctrica (2015). Villena se suma a las tantas ciudades españolas en las que la banda ha tocado a lo largo de su rica historia, como lo son Alicante, Madrid, Málaga, Barcelona, Valencia, Almería, Cáceres, San Sebastián, Huesca, Santa Coloma de Gramenet, Burgos, Ponferrada, Trigueros, Mallorca, Sevilla, Pravia, San Vicente del Raspeig, Gijón, Murcia, La Coruña, Pontevedra, Santander, Valladolid, Zaragoza, Madroñera, Bilbao, Villarrobledo, Menasalbas, Valladolid, Melgar, Pamplona y Santiago de Compostela. Entre el 11 y 16 de septiembre, la banda dio seis conciertos en Chile, donde volvieron a tocar después de dos años. El 20 de septiembre, la banda regresó a Guatemala para tocar en las Galeras del Campo de la Feria, y al día siguiente volvieron a tocar en Panamá después de 16 años. Dieron dos conciertos más en Colombia los días 26 y 28 de septiembre. Entre el 30 de septiembre y el 10 de noviembre realizaron una gira de 22 conciertos en México y Estados Unidos, hasta que regresaron a la Argentina para participar del Motoencuentro de Villa Rumipal en su edición 2019, con fecha del 16 de noviembre. El 22 de noviembre, la banda regresa a Perú para participar del Villa SalvaRock 2019. El 30 de noviembre, la banda regresó nuevamente a la Argentina para dar un concierto demoledor en el estadio Luna Park, el octavo en su carrera. El concierto se dividió en dos partes. Los primeros 14 temas se interpretaron en formato eléctrico. Por el otro lado, la banda invita a subir al escenario a una orquesta sinfónica dirigida por Damián Mahler para que interprete los últimos 8 temas. El concierto quedó registrado en su tercer disco en vivo, lanzado el 8 de octubre de 2021 y titulado Luna Park 2019. Contiene 12 de los 22 temas que se interpretaron aquella noche. El último álbum que la banda grabó en este escenario porteño fue Poder vivo, exactamente los días 2 y 22 de noviembre de 2002. Así se termina el año.

## Teloneros
- Kraken

## Conciertos
| Fecha                    | Ciudad                  | País           | Recinto                              |
| ------------------------ | ----------------------- | -------------- | ------------------------------------ |
| América del Sur          |                         |                |                                      |
| 5 de abril de 2019       | Ituzaingó               | Argentina      | Teatro Gran Ituzaingó                |
| 6 de abril de 2019       | Avellaneda              | Argentina      | Teatro Colonial                      |
| 13 de abril de 2019      | Tigre                   | Argentina      | Teatro Niní Marshall                 |
| 18 de abril de 2019      | Ayacucho                | Perú           | Complejo San Luis                    |
| 20 de abril de 2019      | Lima                    | Perú           | Parque de la Exposición              |
| 25 de abril de 2019      | Río Cuarto              | Argentina      | Elvis Rock and Bar                   |
| 26 de abril de 2019      | Córdoba                 | Argentina      | Quality Espacio                      |
| 27 de abril de 2019      | Rosario                 | Argentina      | Teatro Vorterix                      |
| 2 de mayo de 2019        | Belgrano                | Argentina      | Auditorio Belgrano                   |
| 3 de mayo de 2019        | La Plata                | Argentina      | Teatro Sala Ópera                    |
| 4 de mayo de 2019        | Haedo                   | Argentina      | Auditorio Oeste                      |
| 10 de mayo de 2019       | Santa Cruz de la Sierra | Bolivia        | Montana                              |
| 11 de mayo de 2019       | La Paz                  | Bolivia        | Salón Fantasio                       |
| 13 de mayo de 2019       | Barranquilla            | Colombia       | Teatro Uniatlántico                  |
| 14 de mayo de 2019       | Cajicá                  | Colombia       | Centro de Eventos y Convenciones     |
| 16 de mayo de 2019       | Cali                    | Colombia       | Teatro Jorge Isaacs                  |
| 17 de mayo de 2019       | Medellín                | Colombia       | Teatro Universidad de Medellín       |
| 18 de mayo de 2019       | Bogotá                  | Colombia       | Royal Center                         |
| 23 de mayo de 2019       | Cuenca                  | Ecuador        | Hostería Caballo Campana             |
| 24 de mayo de 2019       | Quito                   | Ecuador        | Ágora Casa de la Cultura Ecuatoriana |
| América Central          |                         |                |                                      |
| 25 de mayo de 2019       | San Pedro Sula          | Honduras       | Gimnasio Olímpico SPS                |
| 26 de mayo de 2019       | San Salvador            | El Salvador    | CIFCO                                |
| América del Sur          |                         |                |                                      |
| 28 de mayo de 2019       | Bucaramanga             | Colombia       | Auditorio Luis A. Calvo              |
| 30 de mayo de 2019       | Pereira                 | Colombia       | Centro de Eventos Prestige           |
| Europa                   |                         |                |                                      |
| 10 de agosto de 2019     | Villena                 | España         | Polideportivo Municipal              |
| América del Sur          |                         |                |                                      |
| 11 de septiembre de 2019 | Copiapó                 | Chile          | Club de Campo El Bosque              |
| 12 de septiembre de 2019 | Quilpué                 | Chile          | Trotamundos Bar Terraza              |
| 13 de septiembre de 2019 | Puerto Montt            | Chile          | Arena Puerto Montt                   |
| 14 de septiembre de 2019 | Temuco                  | Chile          | Gimnasio La Salle                    |
| 15 de septiembre de 2019 | Santiago de Chile       | Chile          | Teatro Teletón                       |
| 16 de septiembre de 2019 | Punta Arenas            | Chile          | Casino Dreams                        |
| América Central          |                         |                |                                      |
| 20 de septiembre de 2019 | Cobán                   | Guatemala      | Galeras del Campo de la Feria        |
| 21 de septiembre de 2019 | Ciudad de Panamá        | Panamá         | Salón Riu Plaza                      |
| América del Sur          |                         |                |                                      |
| 26 de septiembre de 2019 | Bogotá                  | Colombia       | Auditorio Mayor CUN                  |
| América del Norte        |                         |                |                                      |
| 30 de septiembre de 2019 | Ciudad de México        | México         | Teatro Metropólitan                  |
| 2 de octubre de 2019     | Guadalajara             | México         | Teatro Diana                         |
| 3 de octubre de 2019     | Monterrey               | México         | Escena Disco                         |
| 4 de octubre de 2019     | Tijuana                 | México         | Black Box                            |
| 10 de octubre de 2019    | Anaheim                 | Estados Unidos | Xalos Night Club                     |
| 11 de octubre de 2019    | San Francisco           | Estados Unidos | Roccapulco                           |
| 12 de octubre de 2019    | Los Ángeles             | Estados Unidos | The Belasco                          |
| 13 de octubre de 2019    | Las Vegas               | Estados Unidos | Hard Rock Cafe                       |

- 05/04/2019 - Teatro Gran Ituzaingó, Ituzaingó
- 06/04/2019 - Teatro Colonial, Avellaneda
- 13/04/2019 - Teatro Niní Marshall, Tigre
- 18/04/2019 - Complejo San Luis, Ayacucho
- 20/04/2019 - Parque de la Exposición, Lima
- 25/04/2019 - Elvis Rock and Bar, Río Cuarto
- 26/04/2019 - Quality Espacio, Córdoba
- 27/04/2019 - Teatro Vorterix, Rosario
- 02/05/2019 - Auditorio Belgrano, Belgrano
- 03/05/2019 - Teatro Sala Ópera, La Plata
- 04/05/2019 - Auditorio Oeste, Haedo
- 10/05/2019 - Montana, Santa Cruz de la Sierra
- 11/05/2019 - Salón Fantasio, La Paz
- 13/05/2019 - Teatro Uniatlántico, Barranquilla
- 14/05/2019 - Centro de Eventos y Convenciones, Cajicá
- 16/05/2019 - Teatro Jorge Isaacs, Cali
- 17/05/2019 - Teatro Universidad de Medellín, Medellín
- 18/05/2019 - Royal Center, Bogotá
- 23/05/2019 - Hostería Caballo Campana, Cuenca
- 24/05/2019 - Ágora Casa de la Cultura Ecuatoriana, Quito
- 25/05/2019 - Gimnasio Olímpico SPS, San Pedro Sula
- 26/05/2019 - CIFCO, San Salvador
- 28/05/2019 - Auditorio Luis A. Calvo, Bucaramanga
- 30/05/2019 - Centro de Eventos Prestige, Pereira
- 10/08/2019 - Polideportivo Municipal, Villena
- 11/09/2019 - Club de Campo El Bosque, Copiapó
- 12/09/2019 - Trotamundos Bar Terraza, Quilpué
- 13/09/2019 - Arena Puerto Montt, Puerto Montt
- 14/09/2019 - Gimnasio La Salle, Temuco
- 15/09/2019 - Teatro Teletón, Santiago
- 16/09/2019 - Casino Dreams, Punta Arenas
- 20/09/2019 - Galeras del Campo de la Feria, Cobán
- 21/09/2019 - Salón Riu Plaza, Panamá
- 26/09/2019 - Auditorio Mayor CUN, Bogotá
- 28/09/2019 - Plaza de Toros Francisco Villamil Londoño, Popayán
- 30/09/2019 - Teatro Metropólitan, Ciudad de México
- 02/10/2019 - Teatro Diana, Guadalajara
- 03/10/2019 - Escena Disco, Monterrey
- 04/10/2019 - Black Box, Tijuana
- 10/10/2019 - Xalos Night Club, Anaheim
- 11/10/2019 - Roccapulco, San Francisco
- 12/10/2019 - The Belasco, Los Ángeles
- 13/10/2019 - Hard Rock Cafe, Las Vegas
- 16/10/2019 - Soundwell, Salt Lake City
- 19/10/2019 - Patio Theater, Chicago
- 20/10/2019 - El Nuevo Rodeo, Mineápolis
- 24/10/2019 - Howard Theatre, Washington
- 25/10/2019 - Fiesta Night Club, Passaic
- 26/10/2019 - LA Boom, Queens
- 27/10/2019 - Las Palmas, Stamford
- 01/11/2019 - Wonderland Ballroom, Revere
- 02/11/2019 - Señor Frog's, Miami
- 03/11/2019 - Señor Frog's, Orlando
- 07/11/2019 - Middle East Restaurant & Nightclub, Raleigh
- 08/11/2019 - Espacio Discotheque, Atlanta
- 09/11/2019 - Galaxy Event Center, Irving
- 10/11/2019 - Vertigo, Houston
- 16/11/2019 - Costa del Lago, Villa Rumipal
- 22/11/2019 - Óvalo Las Palomas, Villa El Salvador
- 30/11/2019 - Estadio Luna Park, Buenos Aires

## Conciertos suspendidos y/o reprogramados
- 12/05/2019 - Teatro Uniatlántico, Barranquilla
- 19/05/2019 - Auditorio Luis A. Calvo, Bucaramanga
- 21/05/2019 - Centro de Eventos Prestige, Pereira

## Formación durante la gira
- Adrián Barilari - Voz
- Walter Giardino - Guitarra
- Danilo Moschen - Teclados
- Fernando Scarcella - Batería
- Pablo Motyczak - Bajo